# D-STAR
D-STAR (Digital Smart Technologies for Amateur Radio) — радиолюбительский цифровой стандарт передачи речи и данных, разработанный Японской Радиолюбительской Лигой (JARL) с целью развития цифровых радиолюбительских технологий.

## Основная информация
В то время как существуют и другие цифровые технологии, используемые радиолюбителями на практике, D-STAR является одним из первых цифровых стандартов, который предлагается широко использовать и продавать основными производителями оборудования для использования в радиолюбительских сервисах.
Другие нецифровые виды модуляций для передачи речи, такие как — амплитудная (AM), частотная (FM), однополосная (SSB), стали широко использоваться, начиная с первой половины двадцатого века. Для сравнения, цифровой сигнал D-STAR обеспечивает аналогичное качество сигнала при существенно меньшей занимаемой полосе спектра по сравнению с нецифровыми аналогами. Если уровень сигнала выше минимального порога и отсутствует многолучевое распространение, то качество принятого сигнала будет выше, чем аналогового сигнала той же мощности.
D-STAR-совместимые трансиверы могут работать в VHF (144 Mhz), UHF (430 MHz), и SHF (1200 Mhz) радиолюбительских диапазонах. В дополнение к работе цифровым протоколом в эфире, D-STAR также предоставляет радиолюбителям возможность работы в сетях, реализуемых как правило с помощью Интернет-соединений для маршрутизации потоковых, голосовых и пакетных данных с использованием радиолюбительских позывных.
Первым производителем, предлагающим оборудование D-STAR была компания ICOM. По состоянию на 30 декабря 2008, некоторые другие производители радиолюбительского оборудования решили также включить элементы D-STAR технологии в выпускаемую ими аппаратуру связи. Так компания Kenwood выпустила несколько ребрендинговых моделей трансиверов ICOM под своей торговой маркой и продавала эти трансиверы только в Японии.

## История
В 1999 году конструкторы и разработчики радиоэлектронной аппаратуры связи занимались поисками новых путей внедрения цифровых технологий для радиолюбителей. Этот процесс был профинансирован правительством Японии и в содружестве с Японской радиолюбительской Лигой (JARL). В результате научных исследований в 2001, спецификации D-STAR протокола были опубликованы, и компания ICOM приступила к строительству новых цифровых технологий, предлагая необходимые аппаратные средства для внедрения этой технологии в радиолюбительские массы.
В сентябре 2003 года ICOM принимает на работу Matt Yellen, KB7TSE (в настоящее время — K7DN) для осуществления планов по разработке и внедрению технологии D-STAR на американском континенте.
Начиная с апреля 2004 года ICOM начал выпускать новые трансиверы с «D-Star опциями». Первым коммерческим трансивером был двух метровый мобильный трансивер ICOM IC-2200H. В следующем году ICOM выпустила двух-диапазонный портативный трансивер с поддержкой технологии D-STAR. Тем не менее, в то время ещё не было в продаже модуля UT-118, который был необходим для нормальной эксплуатации этих трасиверов в режиме D-STAR. Позже ICOM всё-таки начала продавать эти модули, и они начали устанавливаться в каждый трансивер. В июне 2005 года редакцией журнала «QST ARRL» был опубликован обзор трансивера ICOM IC-V82.
В конце 2004 года JARL добавила некоторые существенные дополнения в протокол D-STAR. ICOM, понимая, что изменения нужно внедрять, начала модернизировать выпускаемое оборудование. Как только изменения были опубликованы, ICOM объявила, что теперь она может выпускать новое оборудование с учётом изменений в стандарте D-STAR.
Полностью цифровой трансивер ICOM ID-1 для диапазона 1200 MHz для подвижной радиосвязи был выпущен в конце 2004 года. Это был по-настоящему первый D-STAR трансивер, который обеспечивал полную Digital Data (DD) цифровую функциональность.
Первое D-STAR QSO через спутник было между Майклом, N3UC, FM-18 из Haymarket, штат Вирджиния и Робином (AA4RC) EM-73 из Атланты, штат Джорджия. Они работали через микро-спутник AMSAT AO-27 в 2007 году. Операторы использовали различные режимы при передаче информации с использованием трансиверов ICOM, но всё же испытывали небольшие трудности с доплеровским сдвигом во время проведения QSO.
По состоянию на конец 2009 года в мире уже насчитывалось около 10 800 D-STAR пользователей, которые общаются друг с другом через D-STAR ретрансляторы, которые в свою очередь соединены между собой через сеть Интернет с использованием шлюзов G2. Общее число шлюзов G2 достигло цифры 550 шт. Обратите внимание, эти цифры не включают тех пользователей, которые работают через D-Star репитеры в зоне их радио видимости, или работающих через D-STAR ретрансляторы, которые не подключены к Интернету.
Запуск первого D-STAR микро-спутника намечен на октябрь 2010 года. Название спутника — OUFTI-1 «CubeSat». Он построен группой бельгийских студентов из университета Льежа и Айзил (Эколь де-ла-де провинции Льеж). Название спутника является аббревиатурой от Orbital Utility для телекоммуникационных инноваций. Цель этого проекта — разработка и накопление опыта при эксплуатации подобного класса спутников. Вес спутника — 1 кг и он будет использовать в своей работе радиолюбительские диапазоны — UHF (для UpLink) и VHF (для DownLink).

## Технические детали
Нынешняя система D-STAR способна соединить вместе все глобальные и локальные ретрансляторы через Интернет, используя при этом радиолюбительские позывные для маршрутизации трафика между корреспондентами. Узлы, как правило, связаны между собой по протоколам TCP/IP с использованием специального программного обеспечения шлюзов.
Спецификации D-STAR описывают два радиоинтерфейса — DV и DD. DV (Digital Voice) использует полосу спектра в 6.25 КГц для потоковой передачи голоса на скорости 4800 бод. Из всей этой полосы 3600 бод используется для передачи данных кодека (2400 — непосредственно данные и 1200 — FEC) и оставшиеся 1200 бод — для передачи данных нескольких типов: передачу сообщения в 20 символов, сопровождающего вызов, данных о позиции станции GPS для системы APRS, либо данные с последовательного порта станции. DV использует участки на радиолюбительских диапазонах 2 м (VHF), 70 см (UHF) и 23 см (1,2 ГГц).
Режим DD (Digital Data) предусматривает пакетную передачу данных с использованием кадров Ethernet на скорости 128 Кбод и использует полосу спектра в 125 КГц в диапазоне 23 см (1,2 ГГц). Фактически данный режим позволяет передавать данные сетей TCP/IP поверх радиоинтерфейса D-STAR. Использование данного режима слабо распространено, его поддерживает только оборудование ICOM: трансивер ID-1 и репитерный модуль ID-RP2D. Согласно российскому Регламенту службы радиолюбительской связи, присоединение к сетям общего пользования запрещено, данный канал не может использоваться для предоставления доступа к ресурсам сети Интернет. В то же время регламент не запрещает использовать технологию для организации собственных частных сетей, таких как, например, AMPRNet на условиях неиспользования средств шифрования.
Возможно использование технологии D-STAR вкупе с наземной инфраструктурой — узлами доступа (аналогично базовым станциям сотовых сетей) и опорной инфраструктурой (серверами, реализующими те или иные услуги, см. Опорная сеть). Все это позволяет превратить простой цифровой радиоканал в радиолюбительскую сеть с набором сервисов, таких как избирательные вызовы, использующие позывной сигнал адресата вызова, что позволяет провести связь с корреспондентом вне зависимости от его месторасположения, групповые вызовы (внутри зоны действия узла, либо распределённые — STARnet), общие вызовы через сервера конференций (рефлекторы), интеграция с APRS и так далее.

### Узлы сети
Каждый узел сети является стационарной автоматической цифровой радиолюбительской станцией, которой присвоен позывной сигнал опознавания, соответствующей радиолюбительской службе связи. Как и любая радиолюбительская станция, узел состоит из антенно-фидерного устройства, трансивера (ов), модема (ов) и компьютера, выполняющего роль контроллера/шлюза.

#### Узлы на оборудовании ICOM
Наряду с оборудованием для конечных пользователей (радиостанции) компания ICOM выпускает также инфраструктурное оборудование для узлов. На текущий момент это комплекс RP2С. Комплекс состоит из контролера RP2C, модуля RP2V для поддержки режима DV в диапазоне 23 см, модуля RP2D для поддержки режима DD, двух модулей RP2L для реализации транкингового канала между узлами на оборудовании ICOM в диапазоне 10 ГГц и модулей RP2000V и RP4000V для поддержки режима DV в диапазонах 2 с и 70 см соответственно. Использование любых модулей за исключением RP2C опционально. RP2С имеет интерфейс Ethernet для взаимодействия с ПО шлюза.
Существуют радиолюбительские разработки Homebrew модулей репитеров, работающих через контролер RP2C.
Строить узлы на оборудовании ICOM довольно дорого. В основном такие узлы распространены в США, где они разворачиваются местными радиоклубами.

#### Узлы на оборудованииHomebrew
Основной импульс к развитию инфраструктуры D-STAR и росту популярности данной технологии стала разработка конфигурации узлов на доступном недорогом радиолюбительском оборудовании. Для передачи радиосигнала могут использоваться практически любые трансиверы, имеющие на борту интерфейс для подключения пакетных модемов 9600. Для реализации узлов помимо трансиверов также понадобятся недорогие модемы GMSK и компьютер.

#### Программное обеспечение узлов
Выбор ПО узлов в большей степени зависит от необходимого функционала.
Оригинальным ПО для узлов на базе оборудования ICOM является по шлюза RS-RP2C. Данное ПО поддерживает работу только с оборудованием ICOM и реализует «приземление» трафика DD и услугу маршрутизации вызовов на базе технологии Trust Server. Функции таких шлюзов в значительной мере расширяются с помощью третьестороннего ПО, такого как dplus или ircddb-plugin.
Также существует масса другого ПО от независимых разработчиков, реализующий функцию шлюза, например WinDV, G4KLX или open_g2 от KI4LKF.

### Технологии маршрутизации вызовов
Для маршрутизации селективных вызовов (когда указывается позывной корреспондента-получателя) на текущий момент времени существует три основных технологии, которые следует разделить на две группы:
технологии, обеспечивающие исключительно обмен данными о регистрации, при этом вызовы направляются между узлами напрямую и технологию с централизованной коммутацией вызовов.

#### Trust Server
Trust Server — закрытая технология, предложенная ICOM в рамках программного обеспечения RS-RP2C. Узлы обмениваются информацией о регистрации станций, находящихся в зоне их действия по закрытому проприетарному протоколу с централизованным сервером. Самая распространённая сеть данного стандарта — US Trust, функционирующая преимущественно в США и Японии состоит из порядка 900 узлов.

#### ircDDB
ircDDB — открытая технология, реализующая обмен маршрутной информации с использованием транспорта на протоколе irc. Технологию создала Берлинская группа радиолюбителей. ircDDB в отличие от Trust Server обеспечивает мгновенный обмен информации о маршрутах и может использоваться на узлах совместно с Trust Server. Система состоит из сети соединенных серверов irc, на специальном irc-канале которых узлы передают приватными сообщениями информацию о вызовах специальным ботам ircDDB, которые актуализируют данные о маршрутах в своих базах данных и в случае изменения местонахождения корреспондента публикуют информацию о его регистрации для узлов. Исходные коды программного обеспечения опубликованы на GitHub.
Программное обеспечение ircDDB plugin для узлов на базе ПО RS-RP2C допускает одновременное сосуществование узла в сетях, основанных на технологии Trust Server с ircDDB.
Основная сеть — ircDDB.net, содержит порядка 1400 узлов. Немного изменённые версии ПО ircDDB применяются в сетях ircDDB-Italia и D-STAR Russia & CIS. Также в мире развернуто несколько тестовых экземпляров ircDDB. ircDDB — это наиболее полно поддерживаемая технология со стороны ПО узлов.

#### CCS System
Самая молодая из представленных технологий. Создана Гамбургской группой радиолюбителей. Отличается тем, что реализует централизованную коммутацию вызовов через собственные сервера. Преимуществом технологии являются крайне низкие требования к Интернет-каналу со стороны узлов, недостатком — очень низкая надежность решения и закрытый код серверной части.
Стандартное программное обеспечение CCS для узлов на базе ПО RS-RP2C допускает одновременное сосуществование узла в сетях, основанных на технологии Trust Server с CCS. При этом использование ircDDB становится не возможным.
В то же время, альтернативное программное обеспечение от G4KLX под названием ircDDBGateway допускает единовременную работу ircDDB и CCS.

### Рефлекторы
На текущий момент существует три основных протокола для взаимодействия узлов с серверами конференций: DPlus — разработанный AA4RC закрытый и жестко привязанный к сети US Trust, DExtra разработки KI4LKF и DCS от DG1HT как попытка усовершенствования DExtra.
С точки зрения конечного потребителя все эти протоколы обеспечивают одинаковый сервис, по этому сравнивать их в рамках данной статьи не целесообразно.

### Межсетевые и кросс-технологические шлюзы
Несмотря на то, что технология ircDDB и инфраструктура ircDDB.net разрабатывались отчасти и для объединения разрозненных сетей, основанных на технологии Trust Server, возникают ситуации, когда необходимо развернуть собственную доработанную версию ircDDB. Как минимум, известны два таких проекта — ircDDB-Italia и D-STAR Russia & CIS. Для взаимодействия сетей в последней применяется собственное оригинальное решение на узле RK3FWD, обеспечивающий представление и маршрутизацию вызовов между D-STAR Russia & CIS и US Trust, ircDDB.net и CCS System.
В сети CCS System есть специальный шлюз DB0HAM, обеспечивающий взаимодействие узлов системы CCS с сетью ircDDB.net.
На территории Германии существуют несколько экспериментальных шлюзов с цифровыми сетями на базе APCO P25, DMR, NXDN и MOTOTRBO.
Большое распространение получили шлюзы, обеспечивающие обмен вызовами между рефлекторами D-STAR и различными аналоговыми радиолюбительскими сетями, такими как EchoLink и IRLP. Для таких шлюзов нередко применяется ограничение на доступ пользователей только через компьютерные клиентские программы, так как ретрансляция аналогового сигнала в рефлекторы D-STAR существенно ухудшает качество звука и делает полностью невозможной идентификацию передающего из аналоговой сети корреспондента.

## Критика и проблемы

### Кодек, защищённый авторским правом
Текущая версия D-STAR использует запатентованный голосовой кодек AMBE от компании DVSI (U.S. Patent 20 050 278 169). Поскольку радиолюбители имеют давние традиции по улучшению и экспериментированию собственных конструкций, патентные ограничения кодека сдерживает их творческую инициативу. Критики говорят, что реализация кодека AMBE только в аппаратном решении (т. е. на кристалле интегральной схемы) тормозит инновационный процесс внедрения D-STAR в жизнь. Одновременно критики хвалят открытость остальных компонентов технологии D-STAR, которые могут быть реализованы свободно. Если бы использовался кодек с открытым исходным кодом, который бы смог заменить кодек AMBE, то это бы решило многие проблемы.
Начальные спецификации и раннее оборудование ICOM использовали кодек G.723. Отказаться от него пришлось в рамках работ по выводу стандарта в диапазоны 2 м и 70 см, требовавшие снижения занимаемой полосы и улучшения помехоустойчивости.
Адвокат Bruce Perens (K6BP) — сторонник открытых кодов, заявил, что он будет заниматься изучением и внедрением в D-STAR альтернативного кодека. David Rowe (VK5DGR) начал свои разработки по осуществлению замены кодека в соответствии с требованиями лицензии GPL. Его кодек известен как Codec2.
Кроме того AMBE плохо передаёт речь людей которые между словами делают малые паузы (практически после вокодера ничего не понять).

### Торговая марка
Несмотря на многочисленные заверения от персон Pro-D-STAR лобби, так как стандарт был разработан JARL, D-STAR должен использоваться не только в радио системах разработанных компанией ICOM. Термин «D-STAR» не должен быть зарегистрированным торговым знаком (маркой) и монопольно принадлежать компании ICOM.

### Сравнение D-STAR с FM
D-STAR сигнал обладает схожими свойствами, при сравнении его с FM сигналом, но эти свойства используются по-разному. Хотя качество FM сигнала постепенно ухудшается при перемещении пользователя от источника сигнала, D-STAR поддерживает постоянное качество сигнала до определённого предела, но потом просто сигнал пропадает. Эта особенность присуща не только D-STAR сигналу, но и любой другой цифровой информационной системе и это демонстрирует тот порог, при котором сигнал уже невозможно исправить.

### Стоимость
D-STAR увеличивает дополнительные затраты при использовании этой технологии радиолюбителями. Это частично объясняется стоимостью аппаратного голосового кодека AMBE и лицензионными отчислениями по нему, а также погашением тех затрат, которые были произведены на исследования и разработку технологии D-STAR, так как эти затраты всё-таки должны быть погашены. Как и в случае с любым другим продуктом подобного рода, всё больше единиц оборудования D-STAR продаются и часть R&D расходов всё-таки будет уменьшаться с течением времени. Совместимая с D-STAR аппаратура дороже аналогичной другой аппаратуры других производителей радиолюбительской техники. По состоянию на 2 квартал 2013 года розничная стоимость радиостанции ICOM ID-31 составляет в США $300, а ID-51 — $630.

### Другие цифровые стандарты
Радиолюбители в своей практике уже начали использовать другой широко распространённый цифровой стандарт «Project 25» (P25) или другими словами «APCO P25». P25 используется уже в течение гораздо более длительного времени, чем D-STAR и зарекомендовал себя хорошо в работе различных радиослужб. Оборудование этого стандарта производится различными производителями, а не только ICOM. Единственный недостаток P25 заключается в том, что пока нет радиооборудования этого стандарта для его использования радиолюбителями, и пока оно есть только для коммерческого использования. Стандарт P25 предлагает аналогичные возможности, какие сегодня предлагает стандарт D-STAR.
Настоящей радиолюбительской альтернативной для D-STAR может стать выводимый с 2013 года на рынок компанией Yaesu стандарт Yaesu C4FM.

## Оборудование
Приведенный список далеко не полон. В нём представлены основные производители и наиболее известные устройства.

### ICOM
Трансиверы:

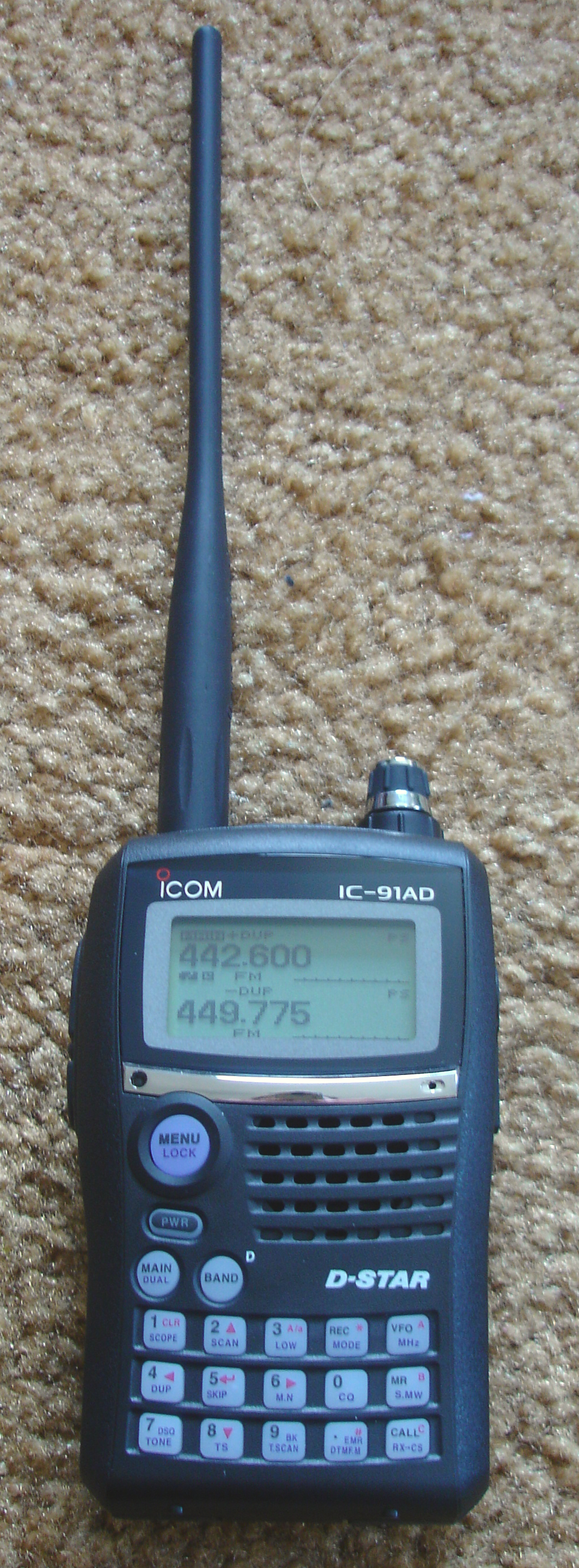
ICOM IC-91AD — портативный трансивер с модулем D-STAR UT-121

- ICOM ID-1 — 23 см цифровой (voice/data) мобильный трансивер. P вых. = от 1 до 10 вт. Порты: USB, Ethernet.
- ICOM IC-2820H/IC-E2820 — двухканальный, двухдиапазонный (2 м / 70 см) цифровой мобильный трансивер. P вых. = 50 вт на каждом диапазоне. Трансивер может быть куплен как с D-STAR модулем, так и без него. Модуль включает в себя встроенный GPS-приёмник с малогабаритной GPS-антенной.
- ICOM ID-800H — двухдиапазонный (2 м / 70 см) цифровой (voice) мобильный трансивер. P вых. = 55 вт для 2 м и 50 вт для 70 см.
- ICOM ID-880H — третья модификация двухдиапазонного (2 м / 70 см) цифрового (voice) мобильного трансивера. P вых. = 50 вт.
- ICOM IC-80AD — третья модификация двухдиапазонного (2 м / 70 см) цифрового (voice) портативного трансивера. P вых. = 5 вт.
- ICOM IC-92AD — двухканальный, двухдиапазонный (2 м / 70 см) цифровой (voice) портативный трансивер. P вых. = 5 вт на каждом диапазоне. Прочная, водозащищённая конструкция, опционально — микрофон со строенным GPS приёмником.
- ICOM IC-91AD/IC-E91 + D-STAR — двухканальный, двухдиапазонный (2 м / 70 см) цифровой (voice) портативный трансивер. P вых. = от 0.5 вт до 5 вт на каждом диапазоне.
- ICOM IC-2200H — 2 м однодиапазонный цифровой (voice) мобильный трансивер. P вых. = 65 вт. Необходимо приобрести дополнительный D-STAR модуль.
- ICOM IC-V82 — 2 м однодиапазонный цифровой (voice) портативный трансивер. P вых. = 7 вт. Необходимо приобрести дополнительный D-STAR модуль.
- ICOM IC-U82 — 70 см однодиапазонный цифровой (voice) портативный трансивер. P вых. = 5 вт. Необходимо приобрести дополнительный D-STAR модуль.
- ICOM IС-9100 — многодиаппазонный стационарный КВ/УКВ трансивер
- ICOM IС-7100 — многодиаппазонный возимый КВ/УКВ трансивер
- ICOM ID-31 — 70 см цифровой мобильный трансивер. P вых. = от 1 до 5 вт.
- ICOM ID-51 — 2 м / 70 см цифровой мобильный трансивер. P вых. = от 1 до 5 вт.

Репитерное оборудование:
- ICOM ID-RP2000V — 2 м, модуль репитера для режима DV.
- ICOM ID-RP4000V — 70 см, модуль репитера для режима DV.
- ICOM ID-RP2V — 23 см, модуль репитера для режима DV.
- ICOM ID-RP2D — 23 см, модуль репитера для режима DD.
- ICOM ID-RP2L — 10 ГГц, модуль транкового соединения между репитерами.
- ICOM ID-RP2C — контроллер репитера. Может поддерживать до 5 модулей репитеров и до 2 модулей транка.

### KENWOOD
Трансиверы:
- KENWOOD TMW-706S — двух-диапазонный (144/430 Mhz) цифровой (voice) мобильный трансивер. P вых. = 50 вт.
- KENWOOD TMW-706 — двух-диапазонный (144/430 Mhz) цифровой (voice) мобильный трансивер. P вых. = 20 вт.

Примечание: Эти трансиверы не продавались в Северной Америке. Трансиверы представлены были как OEM изделия модели ICOM ID-800H. Продажа этих трансиверов организована была только на Японском рынке.

### Inet Labs
Компьютерные принадлежности:
- DV Dongle[1] — это небольшое устройство с USB портом и встроенным в него микросхемой AMBE кодека. Радиолюбители могут использовать это устройство совместно с компьютером, для создания D-STAR пакетов и отправки и получения их в Интернет. Это хорошая возможность познакомиться с миром D-STAR, если у вас нет поблизости местного D-STAR репитера или если репитер присутствует, но у него нет шлюза в Интернет. DV-Dongle работает под управлением Java-приложения DVTOOL, которое на своей стороне имитирует работу протокола D-STAR, хотя его интерфейс, на самом деле, не похож на панель трансивера. Другие не Java-совместимые самостоятельно исполняемые приложения, также доступны сегодня в бета-версиях для различных операционных систем. Примечание: На сегодня это изделие распространяется через сеть дилеров через сайт Moetronix.
- DV AP Dongle (DV Access Point Dongle)[2] — это небольшой модуль с малогабаритной антенной, который подключается к USB порту вашего компьютера, создавая вокруг него небольшое D-STAR «облако». Устройство представляет собой компактную точку доступа с небольшой антенной. Выходная мощность его передающей части равна 10 мВт и работает в диапазоне 2 м.
- DV AP Dongle 440 (DV Access Point Dongle) — устройство полностью аналогично DV AP Dongle, но рассчитанное на работу в диапазоне 70 см.

### Bederov GmbH
- UP4DAR[3] — это небольшое устройство, позволяющее превратить любой трансивер с интерфейсом пакетного модема 9600 в полноценный трансивер D-STAR. Также устройство имеет на борту интерфейс Ethernet и может взаимодействовать с инфраструктурой через Интернет вообще без использования трансивера. Код операционной системы устройства открыт и распространяется через GitHub, так что функциональность в значительной мере может быть расширена за счет участия сообщества в разработке.

### Scherp Enterprises
- DV Adapter 2.0[4] — это небольшое устройство, позволяющее превратить любой трансивер с интерфейсом пакетного модема 9600 в полноценный трансивер D-STAR. Устройство базируется на плате расширения ICOM UT-118

### pipeMSG Handels UG
- DVRPTR[5] — это модем GMSK собственной разработки на микроконтроллере AVR
- DVRPTR V2.0 — продолжение концепции устройства DVRPTR, к которому добавлен микроконтроллер ARM Cortex-M3 с портом Ethernet. Устройство может функционировать и как модем и как самостоятельный терминал при добавлении опций дисплея и кодека AMBE
- DV 3.0 — новое устройство серии DVRPTR

### MicroWalt Corporation
- Серия устройств Mini-HotSpot[6] — серия модемов GMSK для построения Homebrew узлов на базе чипа модема CMX589A.
- Микропрограммное обеспечение Node Firmware, на котором сейчас базируется большинство модемов, основанных на чипе CMX589A.

## D-STAR в России и на пост-советском пространстве
Первые практические эксперименты с D-STAR в России были произведены в компании T-HELPER в Москве на базе коллективной радиостанции RU3AWW в апреле 2008 года. Позывные репитера RU3AWW звучали на частоте 434.80625 MHz +5.000.
Первая D-STAR радиосвязь из России была проведена 25 апреля 2008 года радиолюбителем из Москвы — RA0ST/3 (Игорь Блинов) с Португалией — CT1FFU (Tony).

В июле 2012 года для развития технологии на пост-советском пространстве инициативная группа радиолюбителей Москвы и Московской области открыла проект (ныне в русскоязычной версии — «D-STAR по-русски», англоязычной — «D-STAR Russia & CIS»), целями которого является популяризация цифровой голосовой радиосвязи, обмен знаниями на русском языке, создание и поддержка собственной инфраструктуры опорной сети. За год проект вышел не только за пределы Москвы и Московской области, но и за пределы России. Исторический узел с позывным RU3AWW ныне прекратил работу.